# جزیره سوخو
جزیره سوخو (انگلیسی: Sukho) یک جزیره مصنوعی در استان لنینگراد کشور روسیه است.